# Дискографія Єлени Папарізу
Дискографія грецької співачки Єлени Папарізу, яка була сертифікована IFPI Greece за обсягами продажів альбомів на рівні понад 220 000 копій альбомів в Греції впродовж сольної кар'єри та 60 000 копій синглів.

## Альбоми
Усі альбоми, перелічені нижче, випущені як в Греції, так і на Кіпрі.

### Студійні альбоми
| Рік  | Дані про альбом | Пікова позиція в чартах | Пікова позиція в чартах | Пікова позиція в чартах | Сертифікати альбому                    |
| Рік  | Дані про альбом | GRE                     | CYP                     | SWE                     | Сертифікати альбому                    |
| ---- | --- | ----------------------- | ----------------------- | ----------------------- | -------------------------------------- |
| 2004 | Protereotita - Реліз: 25 серпня 2004 - Лейбл: Sony Music Greece/Columbia - Формат: CD, CD/DVD, завантаження через Інтернет  | 1                       | 1                       | —                       | - GRE: 2x Платиновий - CYP: Платиновий |
| 2006 | Iparhi Logos - Реліз: 12 квітня 2006 - Лейбл: Sony BMG Greece/RCA - Формат: CD, завантаження через Інтернет                 | 1                       | 1                       | —                       | - GRE: Платиновий - CYP: Платиновий    |
| 2006 | The Game of Love - Реліз: 25 жовтня 2006 - Лейбл: Sony BMG Greece/RCA - Формат: CD, завантаження через Інтернет             | 1                       | 1                       | 18                      | - GRE: Платиновий - CYP: Платиновий    |
| 2008 | Vrisko To Logo Na Zo - Реліз: 12 червня 2008 - Лейбл: Sony BMG Greece/RCA - Формат: CD, CD/DVD, завантаження через Інтернет | 1                       | 2                       | —                       | - GRE: Платиновий - CYP: —             |
| 2010 | Giro Apo T' Oneiro - Реліз: 28 березня 2010 - Лейбл: Sony Music Greece/RCA - Формат: CD, завантаження через Інтернет        | 1                       | 2                       | —                       | - GRE: Платиновий [A] - CYP: —         |
| 2013 | Ti Ora Tha Vgoume? - Реліз: 3 червня 2013 - Лейбл: EMI Music Greece - Формат: CD, завантаження через Інтернет               | 2                       | -                       | —                       | - GRE: — - CYP: —                      |

### Міні-альбоми
| Рік  | Дані про альбом | Примітки |
| ---- | --- | --- |
| 2005 | Mambo! — EP - Реліз: 24 листопада 2005 2009 - Лейбл: Sony BMG Greece/Columbia - Формат: завантаження через Інтернет | - Реліз в Греції, на Кіпрі, в США. - Містить версії грецькою та англійською мовами пісні «Mambo!» і три нові пісні.                                                     |
| 2007 | Fos — EP - Реліз: 23 травня 2005 2009 - Лейбл: Sony BMG Greece/RCA - Формат: CD, завантаження через Інтернет        | - Реліз в Греції, на Кіпрі, в США. - Містить саундтрек до фільму Barbie in the 12 Dancing Princesses, а також сингли «Mazi Sou» і «Min Fevgeis». - Одразу став золотим. |
| 2009 | Helena Goes Clubbin' — EP - Реліз: вересень 2009 - Лейбл: Sony BMG Greece/RCA - Формат: тільки для промоушн         | - Містить радіо-мікс «Pirotehnimata» і два ремікси виступів Папарізу на MAD Video Music Awards 2008. - Недоступний для покупки.                                         |

### Компіляційні альбоми
| Рік  | Дані про альбом                                                              | Пікова позиція в чартах | Пікова позиція в чартах | Пікова позиція в чартах | Пікова позиція в чартах | Пікова позиція в чартах | Пікова позиція в чартах | Продано копій | Сертифікати альбому |
| Рік  | Дані про альбом                                                              | GR                      | SWE                     | CYP                     | CAN                     | BUL                     | SP                      | Продано копій | Сертифікати альбому |
| ---- | ---------------------------------------------------------------------------- | ----------------------- | ----------------------- | ----------------------- | ----------------------- | ----------------------- | ----------------------- | ------------- | ------------------- |
| 2011 | Greatest Hits & More - Реліз: квітень 2011 - Лейбл: Sony Music. - Формат: CD |                         |                         |                         |                         |                         |                         |               |                     |

## Сингли

### Національні видання
- Національні видання синглів із піковими позиціями в чартах Греції (GRE)[8] та Кіпру (CYP)[9].

| Рік  | Назва                 | Альбом                          | Позиції в чартах | Позиції в чартах | Сертифікати в Греції |
| Рік  | Назва                 | Альбом                          | GRE              | CYP              | Сертифікати в Греції |
| ---- | --------------------- | ------------------------------- | ---------------- | ---------------- | -------------------- |
| 2003 | «Anapandites Kliseis» | Protereotita                    | 1                | 1                | золотий              |
| 2005 | «My Number One»       | Protereotita: Euro Edition      | 1                | 1                | золотий              |
| 2005 | «Mambo!»              | Iparhi Logos і The Game of Love | 1                | 1                | платиновий           |
| 2007 | «Fos»                 | Iparhi Logos: Platinum Edition  | 1                | —                | золотий              |
|      |                       |                                 | GRE              | CYP              |                      |
|      |                       | Хіти № 1                        | 4                | 3                |                      |
|      |                       | Хіти в Топ-10                   | 4                | 3                |                      |

### Міжнародні видання
- Міжнародні релізи синглів і їхні пікові позиції в чартах: Швеція (SWE)[10], Німеччина (GER)[11], Бельгія (BEL)[11], і США Hot Dance Club Play (US)[12].

| Рік  | Сингл                   | Пікова позиція в чартах | Пікова позиція в чартах | Пікова позиція в чартах | Пікова позиція в чартах | Сертифікати                      | Альбом                      |
| Рік  | Сингл                   | SWE                     | GER                     | BEL                     | US Dance                | Сертифікати                      | Альбом                      |
| ---- | ----------------------- | ----------------------- | ----------------------- | ----------------------- | ----------------------- | -------------------------------- | --------------------------- |
| 2005 | «My Number One»         | 1                       | 37                      | 10                      | 8                       | - GRE: платиновий - SWE: золотий | My Number One               |
| 2005 | «The Light in Our Soul» | 3                       | -                       | -                       | -                       | -                                | My Number One               |
| 2005 | «A Brighter Day»        | 24                      | -                       | -                       | -                       | -                                | My Number One               |
| 2006 | «Mambo!»                | 5                       | -                       | 18                      | -                       | - GRE: платиновий - SWE: золотий | The Game of Love            |
| 2006 | «Heroes»                | 1                       | -                       | -                       | -                       | -                                | The Game of Love            |
| 2006 | «Gigolo»                | 11                      | -                       | -                       | -                       | -                                | The Game of Love            |
| 2006 | «Teardrops»             | -                       | -                       | -                       | -                       | -                                | The Game of Love            |
| 2007 | «3 is a Magic Number»   | 18                      | -                       | -                       | -                       | -                                | завантаження через Інтернет |

### Повний перелік радіо-синглів
- 2003 — «Anapandites Kliseis»
- 2004 — «Treli Kardia»
- 2004 — «Andithesis»
- 2004 — «Katse Kala»
- 2004 — «Stin Kardia Mou Mono Thlispi»
- 2005 — «My Number One»
- 2005 — «Το Fos stin Psyhi»
- 2005 — «The Light in Our Soul»
- 2005 — «Mambo!» [Greek Version]
- 2005 — «Mambo!» [English Version]
- 2006 — «Iparhi Logos»
- 2006 — «Gigolo»
- 2006 — «Αn Ihes Erthei Pio Noris»
- 2006 — «Teardrops»
- 2007 — «Mazi Sou»
- 2007 — «Min Fevgeis»
- 2007 — «To Fili Tis Zois»
- 2007 — «Zileia Monaksia» Feat. Нікос Аліагас
- 2008 — «Porta Gia Ton Ourano»
- 2008 — «I Kardia Sou Petra»
- 2008 — «Pirotehnimata»
- 2009 — «Eisai I Foni»
- 2009 — «Tha Mai Allios»
- 2010 — «An Isouna Agapi»
- 2010 — «Psahno Tin Alitheia»
- 2010 — «Girna Me Sto Htes»
- 2011 — «Baby It's Over»
- 2011 — «Mr. Perfect»
- 2013 — «Poso M'Aresei»
- 2013 — «Ena Lepto»
- 2013 — «Save Me (This Is An SOS)»

Бі-сайди
- 2003 — «Brosta Ston Kathrefti»

## Музичні відео
- 2003 — «Anapantites Kliseis»
- 2004 — «Treli Kardia»
- 2004 — «Antithesis»
- 2004 — «Katse Kala»
- 2004 — «Anapantites Kliseis VMA Remix» [VMA '04]
- 2004 — «Stin Kardia Mou Mono Thlispi»
- 2005 — «My Number One»
- 2005 — «My Number One» [VMA '05]
- 2005 — «To Fos Stin Psihi/The Light in Our Soul»
- 2006 — «Mambo!» [Greeklish] [Filmed for Greece]
- 2006 — «Iparhi Logos»
- 2006 — «Just Walk Away» [Live]
- 2006 — «Gigolo»
- 2006 — «My Number One» [Josh Harris Mix]
- 2006 — «Fos» [DVD bonus for Barbie film]
- 2006 — «An Eihes Erthei Pio Noris»
- 2007 — «Mazi Sou»
- 2007 — «Mi Fevgeis»
- 2007 — «Aquarius/Let The Sunshine In/Mi Fevgeis» [VMA '07]
- 2007 — «To Fili Tis Zois»
- 2007 — «Zileia Monaksia»
- 2008 — «Porta Gia Ton Ourano»
- 2008 — «Porta Gia Ton Ourano VMA Remix» [VMA '08]
- 2008 — «Mesa Sou (feat. Stavento» [VMA '08]
- 2008 — «I Kardia Sou Petra»
- 2008 — «Pirotehnimata»
- 2009 — «Eisai I Foni» (Live)
- 2009 — «Tha Mai Allios»
- 2009 — «The Rose» (Secret Concert Live)
- 2009 — «Sweet Child o'Mine» (Secret Concert Live)
- 2009 — «Zombie» (Secret Concert Live)
- 2010 — «An Isouna Agapi»
- 2010 — «Psahno Tin Alitheia»
- 2010 — «Fysika Mazi/Together Forever (feat. Onirama» [VMA '10]
- 2010 — «Dancing Without Music» [VMA '10]
- 2010 — «Girna Me Sto Htes»

### Міжнародні музичні відео
- 2005 — «My Number One»
- 2005 — «The Light in Our Soul»
- 2006 — «Mambo!» [English] [Sweden only]
- 2006 — «Mambo!» [International version]
- 2006 — «Gigolo»
- 2006 — «My Number One» [Josh Harris Mix]

## DVD-релізи
- 2005 — Number One
- 2006 — Mad Secret Concerts
- 2008 — Live in Concert